# Biran
Biran (gaskognisch gleichlautend) ist eine französische Gemeinde mit 377 Einwohnern (Stand: 1. Januar 2022) im Département Gers in der Region Okzitanien. Sie gehört zum Arrondissement Auch und zum Kanton Gascogne-Auscitaine. Biran ist zudem Mitglied des 2001 gegründeten Gemeindeverbands Grand Auch Cœur de Gascogne. Die Einwohner werden Biranais genannt.

## Lage
Biran liegt etwa 65 Kilometer westnordwestlich von Toulouse auf einem Höhenrücken zwischen der Baïse und ihrem hier parallel verlaufenden Nebenfluss Auloue. Umgeben wird Biran von den Nachbargemeinden Saint-Jean-Poutge im Norden, Jegun im Norden und Nordosten, Antras im Nordosten, Ordan-Larroque im Osten und Südosten, Barran im Südosten, Le Brouilh-Monbert im Süden, Riguepeu im Südwesten und Westen sowie Caillavet im Westen.

## Bevölkerungsentwicklung
| Jahr                       | 1962 | 1968 | 1975 | 1982 | 1990 | 1999 | 2006 | 2011 | 2020 |
| Einwohner                  | 433  | 427  | 336  | 372  | 336  | 351  | 381  | 395  | 381  |
| Quellen: Cassini und INSEE |      |      |      |      |      |      |      |      |      |

## Sehenswürdigkeiten
- Kirche Saint-Martin
- Kirche  Saint-André im Ortsteil Ramensan
- Kirche Saint-Jean-Baptiste im Ortsteil Le Mas
- Tour Guet
- Torturm
- Tourraque de Lacouture, Ruine eines römischen Grabmals, seit 1875 Monument historique

Quelle:

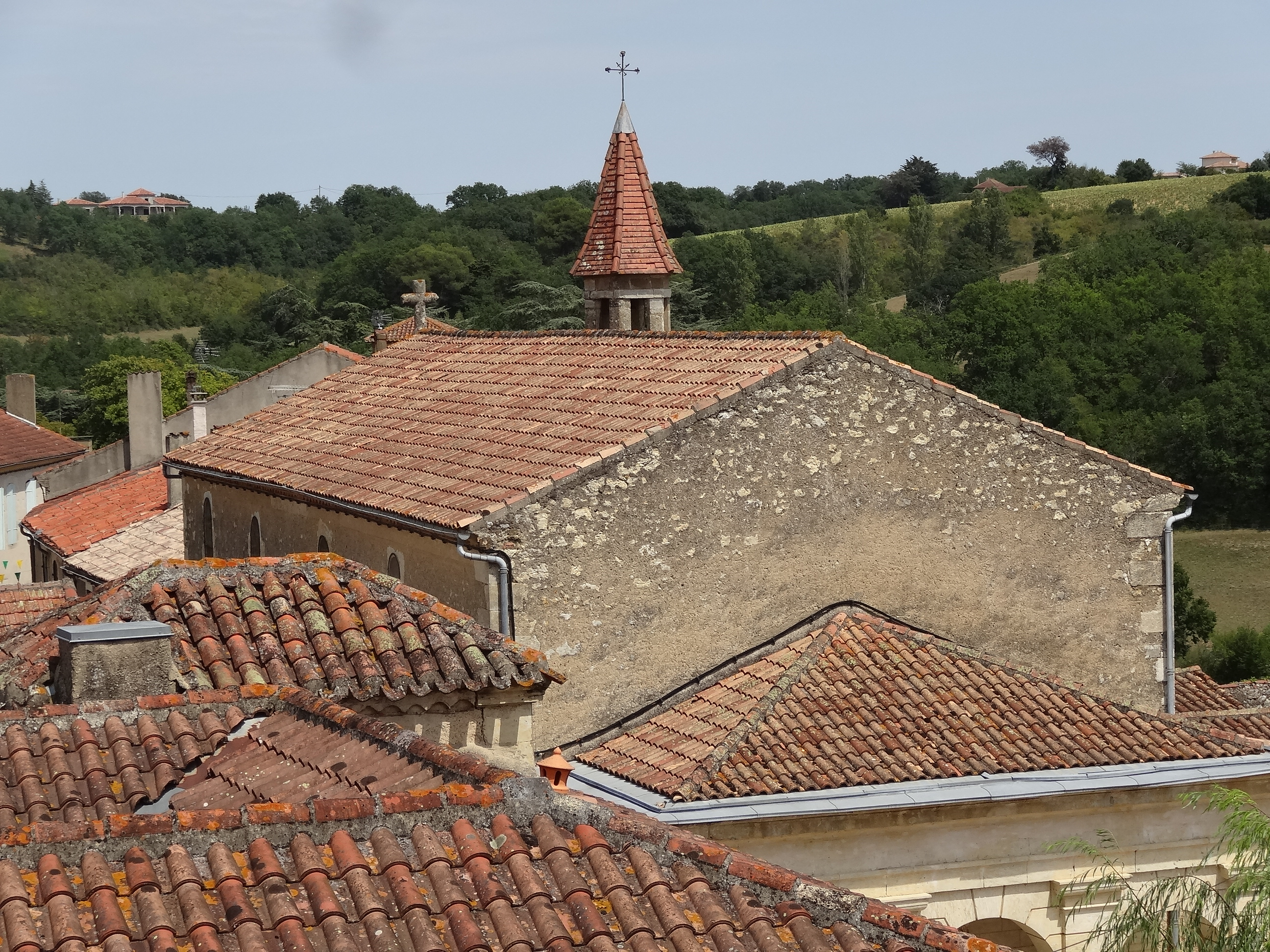
Kirche
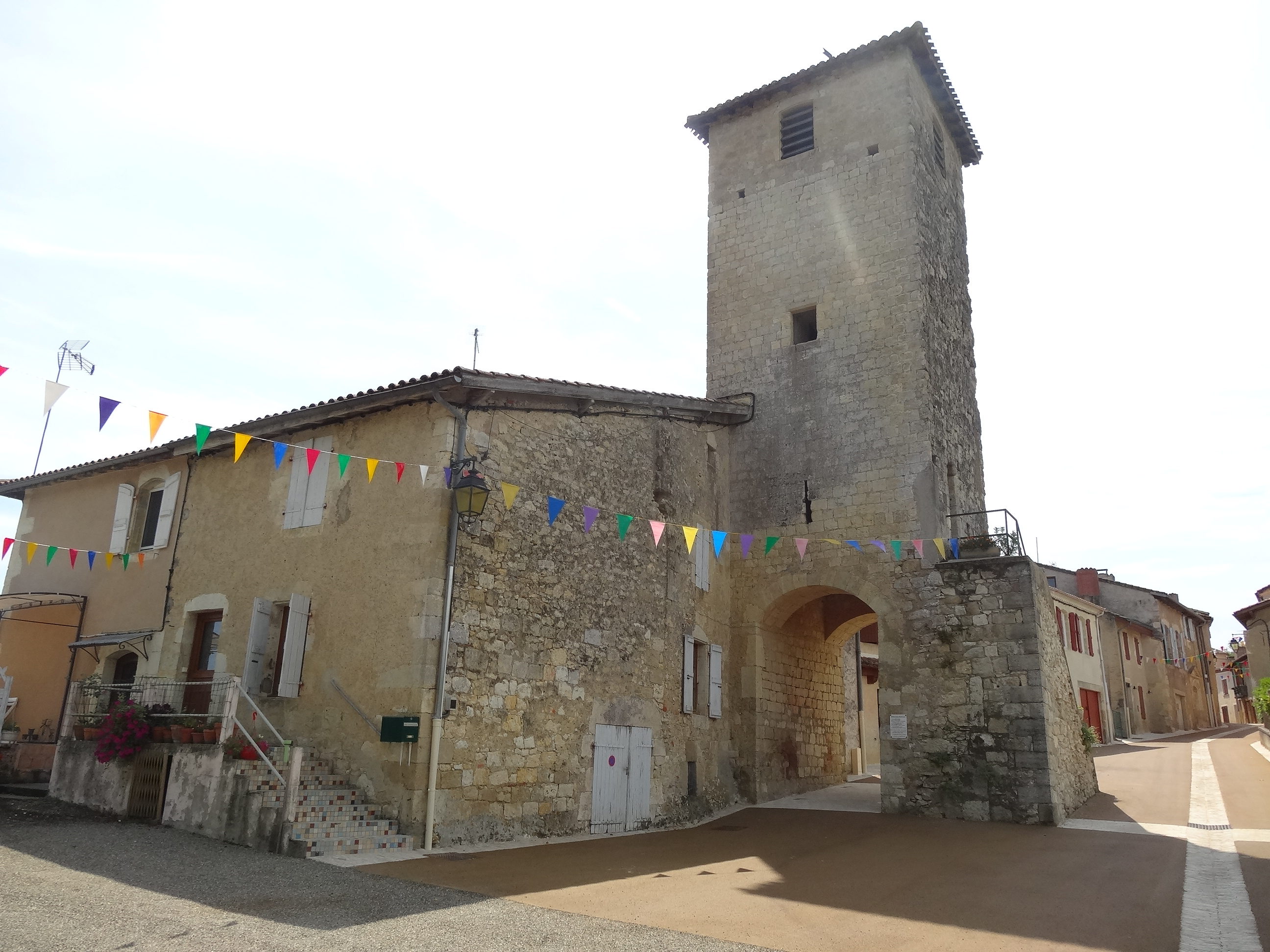
Torturm
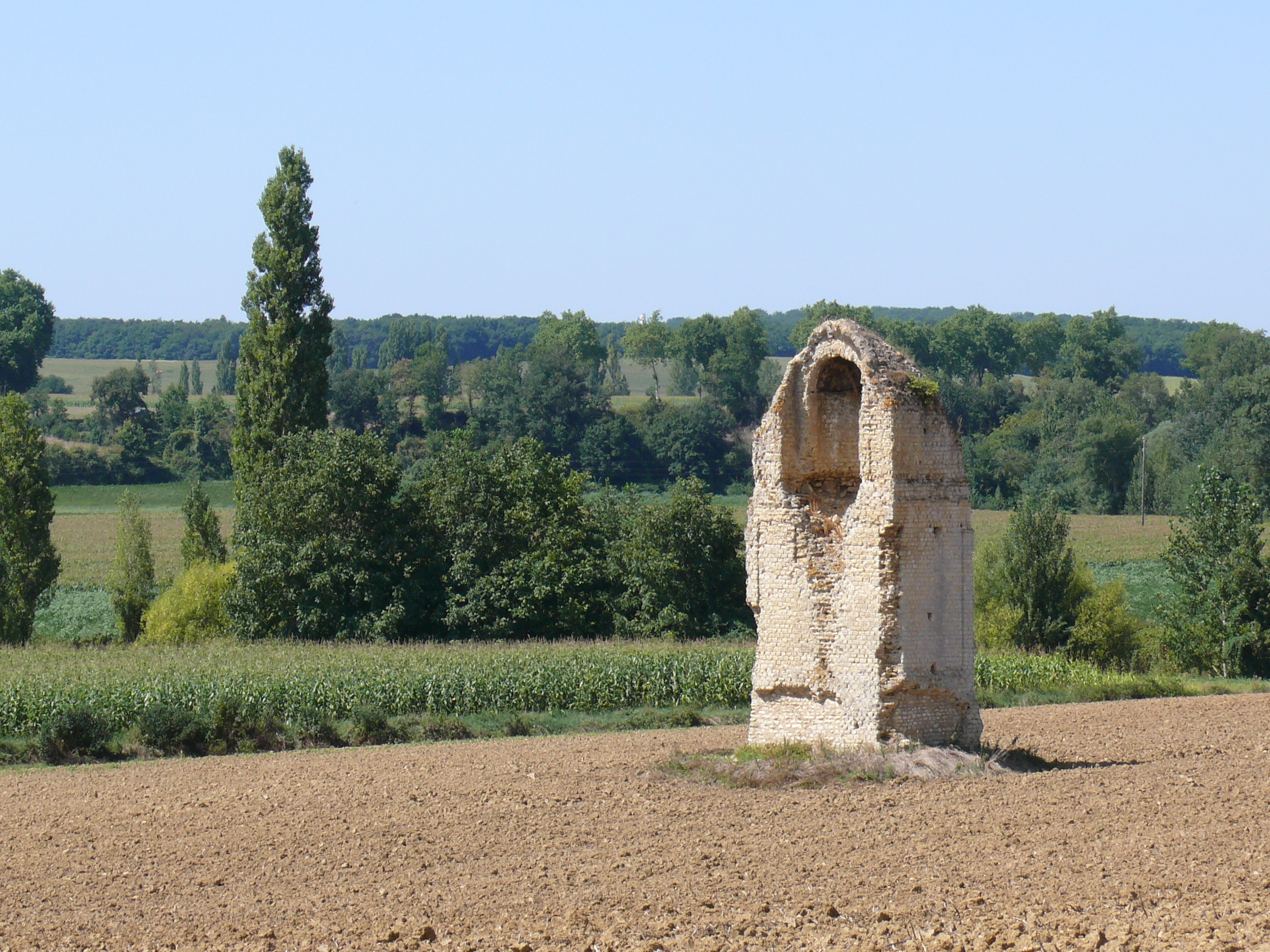
Tourraque de Lacouture